# Don Hoi Lot
Don Hoi Lot (tiếng Thái: ดอนหอยหลอด) là một bãi cát ở cửa sông ngoài khơi bờ biển của tỉnh Samut Songkhram ở mũi phía tây bắc của vịnh Bangkok. Các trầm tích của sông Mae Klong cùng các trầm tích từ các biển tạo một hệ thống các bãi đất lầy, nơi có loài sò (Solen regularis) sinh sống, và tên tiếng Thái lấy tên theo loài sò này theo tiếng Thái Lan. Địa điểm này có số lượng lớn loài sò này sinh sống, đó là loài đặc hữu của phía bắc vịnh Thái Lan. Ngoài ra 18 loài chim và 42 loài không xương sống được ghi nhận hiện diện tại bãi đất lầy và rừng ngập mặn ven biển tiếp giáp.Các khu lầy Don Nai nằm trực tiếp tại bờ biển và có thể đến bằng xe hơi. Tại một số nhà hàng ở làng Chu Chi có các nhà hàng phục vụ loài sò này. Kể từ ngày 05 tháng 7 năm 2001, địa điểm này đã được đăng ký vào với số công ước Ramsar 1099.